# Филип Ајдачић
Филип Ајдачић (Лиса, 1908 — Сеча Река, 18. новембар 1945) је био жандармеријски наредник Краљевине Југославије, а током Другог светског рата је служио као поручник Југословенске војске у Отаџбини.

## Биографија

### Жандармеријска каријера
Рођен је као син Чедомира Ајдачића. У међуратном периоду је био наредник у жандармерији Краљевине Југославије, са службом у источној Србији.

### Други светски рат
На почетку Другог светског рата 1941. године је био командант Црногорске бригаде Команде четничких одреда пуковника Драгољуба Михаиловића. Од 26. до 28. септембра 1941. године, заједно са капетаном Момчилом Петровићем, командовао је нападом на Косјерић, који су два дана раније заузели партизани од мале жандармеријске посаде. Због тог напада, Петровић је смењен по наређењу пуковника Михаиловића.
На састанку пуковника Михаиловића и Јосипа Броза, дана 26. октобра 1941. године у Брајићима, отворило се питање четничко-партизанског сукоба. Пуковник Михаиловић је тада рекао да је реч о локалним командантима попут Ајдачића, Милутина Јанковића и Вучка Игњатовића, који се залажу за борбу против партизана.
Ајдачић је поново напао Косјерић последњих дана октобра. Дана 1. новембра 1941. године је заробио партизанску команду места и разоружао околне партизанске групе. Четници под Ајдачићевом командом су већ 2. новембра издвојили деветоро заробљених партизана и убили их, што је представљало прву масовнију ликвидацију заробљеника и партизана од стране четника. О стрељању ових заробљеника се говорило на Београдском процесу 1946. године против генерала Михаиловића, али је Земаљска комисија за утврђивање злочина окупатора и њихових помагача заузела став да се Ајдачићева улога у томе није могла утврдити.
Током операције Кугелблиц крајем 1943. године, четници су се борили под немачком тактичком командом и наступали као борбене групе у саставу немачких групација. У радио-извештајима Команде Југоистока Врховној команди оружаних снага од 14. децембра 1943, у саставу фронта 1. брдске дивизије Вeрмахта, поред „Борбене групе Лукачевић” (тј. Милешевског корпуса ЈВуО под командом Војислава Лукачевићa), помиње се и учешће Црногорске бригаде Пожешког корпуса ЈВуO, односно „Борбене групе Ајдачић” која је, заједно са три батаљона 24. бугарске дивизије, наступала према Дрини.

### Погибија
Убијен је 18. новембра 1945. године у месту Сеча Река. Према неким изворима је извршио самоубиство, да не би био убијен од потере КНОЈ-а.